# The New Order
The New Order es el segundo álbum de estudio de la banda estadounidense de thrash metal Testament, lanzado el 5 de mayo de 1988.

## Lista de canciones
1. "Eerie Inhabitants" (Billy/Peterson/Skolnick) – 5:06
2. "The New Order" (Peterson/Skolnick) – 4:25
3. "Trial by Fire" (Billy/Peterson/Skolnick) – 4:14
4. "Into the Pit" (Billy/Peterson/Skolnick) – 2:46
5. "Hypnosis" (Peterson/Skolnick) – 2:04
6. "Disciples of the Watch" (Billy/Peterson/Skolnick) – 5:05
7. "The Preacher" (Billy/Peterson/Skolnick) – 3:37
8. "Nobody's Fault" (Tyler/Whitford) (Aerosmith Cover) – 3:57
9. "A Day of Reckoning" (Billy/Peterson/Skolnick) – 4:00
10. "Musical Death (A Dirge)" (Peterson/Skolnick) – 4:05

Las canciones "Hypnosis" y "Musical Death (A Dirge)" son instrumentales.

## Posición en las listas musicales
| Lista (1988)  | Mejor posición |
| ------------- | -------------- |
| Billboard 200 | 136            |

"Trial By Fire" y "The Preacher" fueron lanzadas como sencillos.

## Créditos
- Chuck Billy - Vocales
- Alex Skolnick - Guitarra principal
- Eric Peterson - Guitarra rítmica, portada
- Greg Christian - Bajo
- Louie Clemente - Batería
- Tom Coyne - Mastering
- Robert Hunter - Ayudante de ingeniero
- Alex Perialas - Productor, ingeniero, mezclador
- Jon Zazula - Productor ejecutivo
- Marsha Zazula - Productor ejecutivo
- Andy Meyn - Fotografía
- William Benson - Ilustraciones

- Datos: Q1087964